# Deutsche Poolbillard-Meisterschaft 2000 (Damen)
Die Deutsche Poolbillard-Meisterschaft 2000 war die 20. Austragung zur Ermittlung der nationalen Meistertitel der Damen in der Billardvariante Poolbillard. Sie wurde in Willingen ausgetragen.
Es wurden die Deutschen Meisterinnen in den Disziplinen 14/1 endlos, 8-Ball, 9-Ball und 8-Ball-Pokal ermittelt.

## Medaillengewinner
| Disziplin    | Gold                           | Silber                         | Bronze                        | Bronze                        |
| ------------ | ------------------------------ | ------------------------------ | ----------------------------- | ----------------------------- |
| 14/1 endlos  | Franziska Stark (Schwetzingen) | Daniela Husseneder (Fulda)     | Diana Stateczny (Herne-Stamm) | Janine Drescher (Stolberg)    |
| 8-Ball       | Franziska Stark (Schwetzingen) | Janine Drescher (Stolberg)     | Diana Stateczny (Herne-Stamm) | Natascha Niermann (Eversburg) |
| 9-Ball       | Karin Mayet (Holzkirchen)      | Franziska Stark (Schwetzingen) | Wienke Thamsen (Flensburg)    | Janine Drescher (Stolberg)    |
| 8-Ball-Pokal | Daniela Husseneder (Fulda)     | Christine Wiechert (Moers)     | Susanne Wessel (Castrop)      | Daniela Benz (Heddesheim)     |